# 麻浦大橋
麻浦大橋（韩语：／ Mapo Daegyo）是一条横跨漢江的桥梁，位于韓國首爾。桥梁两端连接麻浦區和永登浦區，于1976年7月15日通车。大桥全长1600米，高10米。在1984年以前，它名为汉城大桥。

## 自殺現象
在2007年至2012年間，超過100名人士選擇在麻浦大橋跳下自殺，令麻浦大橋一度背負著“自殺大橋”名號。在2012年6月30日，三星人壽和首爾市表示，通過舉辦“我們建設的生命之橋”活動，徵集了設置在麻浦大橋欄杆上的信息和照片，並靈活應用它們，對麻浦大橋進行了重新修整，並設置了刻有“生命之橋”字样的雕塑。
在同年9月26日，麻浦大橋冠名為首條“生命之橋”，三星人壽表示生命之橋還將擴大設置到漢江大橋，繼續傳播尊重生命的價值。然而一年之後，在麻浦大橋上自殺的人數同比增長了六倍。
2013年7月26日，韓國的人權運動家和市民運動家、男性主義者、行動主義者，以及自由主义哲學家，男權組織「男性連帶」的創建者及首任主席成在基與三名秘書和二名記者在麻浦大橋跳下自殺，三天後在距離麻浦大橋1.4公里左右的西江大橋南端栗島附近發現並打撈了其遺體，此乃三星人壽冠名麻浦大橋為生命之橋後首宗跳橋自殺事件。
KBS電視臺用攝影機拍下了其投江的全過程，引發有關新聞採訪道德的爭議。有人認為，記者們不去阻止其自殺反而提供協助，與此同時，網絡上還一度傳出拍到成載基投江場景的所謂「自殺證明照片」，更加劇了這起爭議的嚴重性。照片中，成載基穿白襯衫，卷著袖子，搭配灰色西裝褲。據悉，該照片是當時在現場的某男子拍攝後上傳的，整個事件很有可能出自兩個人的事先共同策劃。照片在社交網站上傳開後不久後便被刪除。